# Petko Slavejkov

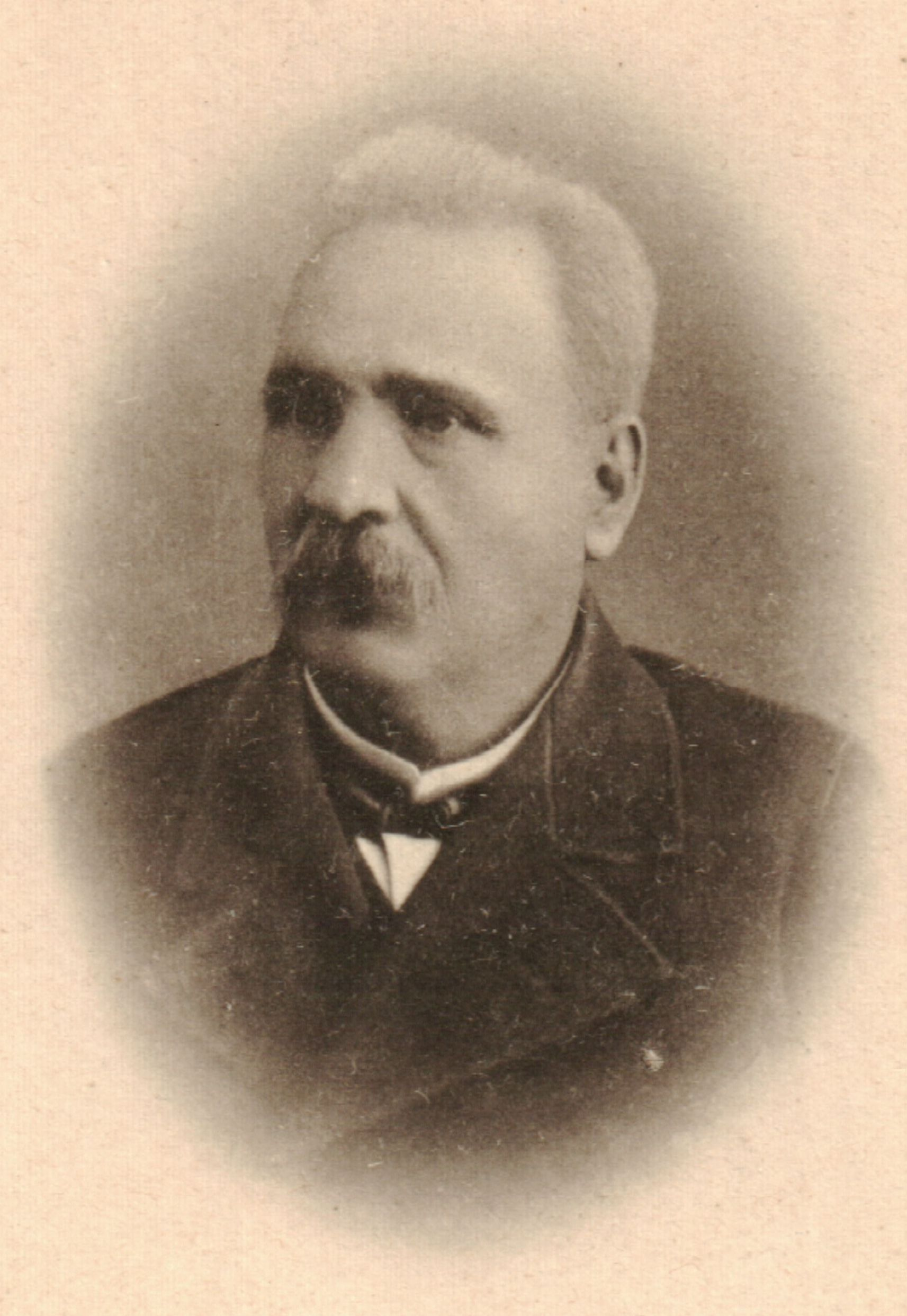
Petko Slavejkov

Petko Rajtjov Slavejkov, född 17 november 1827, död 1 juli 1895, var en bulgarisk författare och politiker. 
Slavejkov var lärare i Tărnovo, men avsattes efter en satirisk dikt om det grekiska prästerskapet och förde sedan ett kringirrande liv. Han blev flera gånger fängslad av de osmanska myndigheterna. I Bukarest utgav han 1852 diktsamlingen Pesnopojka ili razlitjni pesni, saturi i galanki och 1855 i Sankt Petersburg Bolgarskija pesni. 1867 startade han tidskriften "Makedonija", som drogs in 1872. 
Slavejkov var president i den första bulgariska riksdagen, 1880-81 först undervisnings- och sedan inrikesminister i ministären Karavelov, men måste fly till Östrumelien, där han utgav tidskriften "Nezavisimost". Slavejkov verkade kraftigt för den bulgariska folkskolans utbildning och översatte delar av bibeln till bulgariska, men större delen av hans bibliotek och papper förstördes av eldsvåda 1877 under strider i Stara Zagora. Ett urval av hans dikter, Izbrani sotjinenija, med biografisk inledning, utgavs 1901 av hans son Pentjo Slavejkov, som även han blev författare. 